# Saprosma subrepandum
Saprosma subrepandum är en måreväxtart som först beskrevs av Karl Moritz Schumann och Carl Karl Adolf Georg Lauterbach, och fick sitt nu gällande namn av Theodoric Valeton. Saprosma subrepandum ingår i släktet Saprosma och familjen måreväxter. Inga underarter finns listade i Catalogue of Life.